# 柳河 (滦河)
柳河，位于中华人民共和国河北省北部，是滦河右岸支流。发源于兴隆县兴隆镇王平石村以南的八拨子岭，向北流至南双洞村以北转西流，于兴隆县城南部转东北流，经平安堡镇、承德市鹰手营子矿区北马圈子镇、铁北路街道、兴隆县北营房镇、李家营镇，于李家营镇栾家店村东北转东南流，经承德县大营子乡，最后于兴隆县大杖子镇柳河口村西南汇入滦河。河长137千米，流域面积1199平方千米，年均径流量1.95亿立方米。